# الخادمة (فلم 2016)
الخادمة (بالكورية: 아가씨) هو فيلم إثارة نفسية كوري جنوبي صدر سنة 2016، من إخراج بارك تشان ووك وبطولة كيم مين هي، كيم تاي ري، ها جونغ-وو، وتشو جين وونغ. القصة مقتبسة من رواية فنغرسميث للكاتبة سارة ووترز، لكن تم تغيير مكان القصة من العصر الفيكتوري إلى فترة احتلال اليابان لكوريا.

## القصة
تدور أحداث الفيلم خلال فترة الاحتلال الياباني لكوريا في حقبة الثلاثينات من القرن العشرين، حيث تلتحق الفتاة سوكي للعمل لدى سيدة يابانية ثرية تدعى هودايكو، والتي تحيا حياة منعزلة مع عمها المستبد كوزوكي، لكن هذه الخادمة تحمل سرًا في داخلها، حيث تحاول دفع سيدتها بالتعاون مع أحد المحتالين لكي يقنعوها بالارتباط العاطفي بأحد الرجال، وذلك في سبيل السطو على ثروتها وإيداعها بإحدى مصحات الأمراض العقلية.

## روابط خارجية
- مقالات تستعمل روابط فنية بلا صلة مع ويكي بيانات

لا توجد روابط لمواقع التواصل الاجتماعي.